# 朱尔·杜弗尔

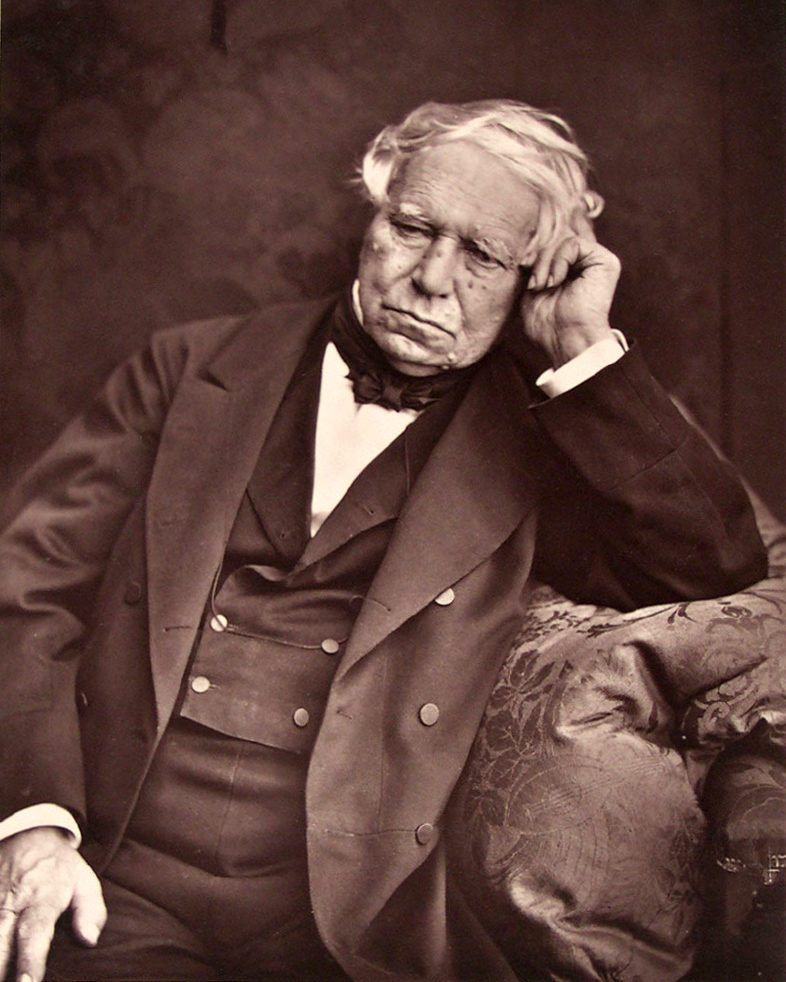
朱尔·阿曼德·杜弗尔

朱尔·阿曼德·斯坦尼斯拉斯·杜弗尔（Jules Armand Stanislas Dufaure，1798年12月4日—1881年6月28日）法國政治人物，他作為保守共和派的漫長政治生涯貫穿了七月王朝與第三共和國的最初年代，並反映出19世紀法國的共和主義反覆無常的變化。
原在波爾多從事司法工作，1834年選入眾議院。1839年在蘇爾特元帥的政府中任公共工程大臣，對法國的鐵路系統的發展產生重大影響。1840年成为反對國王路易·菲利浦反对派领导人之一，1848年爆发革命，他接受了共和国，成为温和共和党人。10月13日任路易-欧仁·卡芬雅克内阁的内政部长，总统选举失败后退休。
1863年继承艾蒂安·巴斯基耶的法兰西学院（French Academy）院士席位。1871年他成为议员，并提议阿道夫·梯也爾为共和国总统。1871-1873、1877－1879年他两次任总理兼司法部长，任内通过陪审团法。